# エンリケ・バティス
エンリケ・バティス・キャンベル（Enrique Bátiz Campbell, 1942年5月4日 - 2025年3月30日）は、メキシコの指揮者。

## 人物・来歴
メキシコシティ出身。音楽的神童の名声をほしいままにし、5歳でピアニストとして公開演奏を行なった。
ニューヨークのジュリアード音楽院や、ワルシャワ音楽院などで音楽を学び、ワルシャワ音楽院ではピアニスト、教育者として有名なズビグニェフ・ジェヴィエツキからピアノの教育を受ける。メキシコ州立交響楽団を1971年に設立、1971年から1983年、1990年から2018年の間まで主任指揮者を務める。
ヨーロッパでは、いったんメキシコ州立交響楽団の主任指揮者のポストから外れた1984年以来、ロイヤル・フィルハーモニー管弦楽団など、主にイギリスのオーケストラと共演を続け、世界各地のオーケストラへの客演数は400を超え、162枚のアルバムを録音したという。なおこの当時エンリケ・バティスが客演したオーケストラはロイヤル・フィルハーモニーやロンドン・フィルハーモニー、ロンドン交響楽団などのイギリスの楽団にとどまらず、メキシコ国内のメキシコ・シティ・フィルハーモニー(英語版)や、ブルガリアのソフィア・フィルハーモニー(英語版)など幅広く客演していた。
2017年から2018年にかけてパーキンソン病を要因としてメキシコ州立交響楽団を辞任、最晩年はイダルゴ州自治大学交響楽団の指揮者として2022年より活動していた。
日本では、「爆演系」指揮者として評価されがちである。しかし、様式的な直感力に鋭く、リズム感や色彩感に恵まれ、とりわけ共演相手がヨーロッパのオーケストラの場合、むしろデリカシーに満ちた雄渾多感な表現力を発揮する。とりわけヨーロッパのロマン派音楽を得意としており、ビゼーの管弦楽曲集やチャイコフスキーの《悲愴交響曲》、ショスタコーヴィチの《交響曲第5番》などが知られている。
日本では一部のマニアからカルト的人気を得たが、2022年10月をもって東武トレーディングが輸入販売から撤退、一部のワーナーやAlto(Musical Conceptsのライセンス再発シリーズ)などの再発版を除きほぼ廃盤となった。
2025年3月30日に死去。82歳没。最期のコンサートはイダルゴ州自治大学交響楽団との3月21日の演奏で、シューベルトの交響曲第8番(7番)「未完成」、リヒャルト・シュトラウスの交響詩「ドン・ファン」、ファリャの「三角帽子」が演奏された。